# York and Carleton Railway
Die York and Carleton Railway war eine Eisenbahngesellschaft in der kanadischen Provinz New Brunswick. Sie wurde 1887 gegründet und baute eine Stichstrecke, die in Cross Creek von der im gleichen Jahr eröffneten Northern and Western Railway abzweigte und bis Ryan Brook führte. Sie war etwa 13 Kilometer lang und normalspurig. Am 20. Mai 1918 ging die 8,2 Kilometer lange Strecke Cross Creek–Stanley in den Besitz der Canadian Government Railways, die sieben Monate später in den Canadian National Railways aufgingen. Der Abschnitt Stanley–Ryan Brook wurde noch vor der Übernahme durch die Regierung außer Betrieb genommen. Der restliche Streckenabschnitt wurde spätestens zusammen mit der in Cross Creek anschließenden Strecke 1995 stillgelegt.